# Ritchie Blackmore
(Bryan Adams)
Richard Hugh Blackmore, detto Ritchie (Weston-super-Mare, 14 aprile 1945), è un chitarrista britannico.
Annoverato tra i più celebri e influenti musicisti per aver contribuito in modo decisivo allo sviluppo della chitarra hard rock ed heavy metal, Blackmore ha militato nei Deep Purple e nei Rainbow, gruppo da lui fondato; dal 1997 è impegnato nei Blackmore's Night assieme alla moglie Candice Night.

## Biografia

### Inizi
Di origini gallesi per ramo paterno, a due anni si trasferisce a Heston nei pressi dell'Aeroporto di Heathrow, dove trascorre la sua infanzia ed adolescenza. In questo periodo comincia ad appassionarsi alla musica, ascoltando Radio Luxembourg, attraverso la quale conosce brani come Rock Around the Clock di Bill Haley o Hound Dog di Elvis Presley, che sono tra i suoi primi dischi acquistati, ma soprattutto rimane folgorato da artisti come Buddy Holly e Duane Eddy, ovvero le sue prime influenze chitarristiche, anche se la visione di Tommy Steele nel programma televisivo della BBC Six-Five Special (1957-58), a detta dello stesso Blackmore, fu decisiva per il suo approccio al Rock 'n' roll.
Intorno agli undici anni entra in possesso della sua prima chitarra, regalatagli dal padre, il quale gli impone di prendere lezioni da un'insegnante di musica classica, che Ritchie frequenta per circa cinque anni. All'inizio degli anni sessanta, come molti altri connazionali della sua generazione, viene influenzato dalla musica Skiffle, ed in particolare da artisti come Lonnie Donegan e Wally Whyton, tant'è che il primo complessino nel quale entra, ovvero il 2 I's Junior Skiffle Group, è specializzato in questo stile musicale; in questo gruppo tuttavia, per abbondanza di chitarristi nonché giudicato di talento inferiore dagli altri membri, è relegato a suonare "strumenti poveri" come la dog box o la washboard.
In quel periodo Blackmore però privilegia l'ascolto e lo studio di chitarristi come Jimmy Bryant e Speedy West o Scotty Moore e James Burton; fondamentale per la sua formazione di musicista è pure la frequentazione del suo vicino di casa Big Jim Sullivan, al tempo uno dei più apprezzati chitarristi di studio del mondo discografico britannico, che perfeziona la sua conoscenza delle tecniche strumentali del rock 'n' roll. Il gruppo preferito del giovane Ritchie all'epoca dei suoi quindici anni sono i Nero & the Gladiators, celebri per il loro singolo In the Hall of the Mountain King, nei quali milita il chitarrista Colin Green; ma il giovane musicista non trascura lo studio di importanti figure "extra rock" quali i chitarristi jazz come Les Paul, Django Reinhardt o Wes Montgomery.

### Prime esperienze professionali
Dopo aver fatto parte di alcune band giovanili amatoriali come i Dominators, nel 1961 approda nei Mike Dee & the Jaywalkers, il suo primo complesso professionale, presto scritturato dall'agenzia George Cooper Organization. Con questa formazione Blackmore registra il primo singolo Stolen Hours / My Blue Heaven per la Decca Records, che però rimarrà inedito, inoltre ha la possibilità di accompagnare Gene Vincent in tre concerti. Nell'aprile del 1962, dopo un'intensa tournée, il gruppo si scioglie, ma dal maggio all'ottobre successivo Blackmore sostituisce Bernie Watson negli Screaming Lord Sutch & the Savages: ha quindi la prima grande occasione per mostrare il suo già notevole talento con una band di ottimi elementi. Questa esperienza sarà fondamentale per la sua crescita come musicista nonché come uomo di spettacolo, in quanto dal leader del gruppo Ritchie apprende molti segreti del mestiere per tenere avvinta l'attenzione del pubblico.
Concluso il suo periodo con i Savages, il chitarrista entra subito negli Outlaws, al tempo ritenuti uno dei migliori gruppi rock britannici, coi quali rimarrà fino all'inizio del 1964. Questa band, dal repertorio dapprima esclusivamente strumentale, effettua numerose tournée sia da attrazione principale quanto collettive, dove ha tra l'altro occasione di fungere da band di supporto per solisti come Jerry Lee Lewis e Gene Vincent. Gli Outlaws partecipano al film musicale Live It Up! (uscito nel dicembre del 1963) oltre ad innumerevoli session d'incisione per la RGM Productions di Joe Meek, sia come artisti principali quanto come turnisti per diversi cantanti pop tra i quali Heinz Burt, Glenda Collins e Freddie Starr. In alcune occasioni il solo Blackmore è impiegato dal produttore per alcune registrazioni (tra le quali merita segnalare quella per Tommy Scott & The Senators, ovvero la futura popstar Tom Jones), molte delle quali ad oggi ancora non pubblicate. Prima di lasciare la band per formare i Wild Ones, ovvero il complesso fisso di Heinz Burt, il chitarrista fa in tempo ad incidere il singolo Keep A-Knocking / Shake With Me: secondo il celebre deejay britannico John Peel, il lato b del 45 giri rappresenta il primo esempio di heavy metal apparso su disco.
Con i Wild Ones (in seguito rinominati Wild Boys) suona dall'aprile 1964 al febbraio 1965, prendendo parte all'incisione del brano Questions I Can't Answer, pubblicato nel Novembre 1964; separatosi artisticamente da Burt milita per circa un mese con Neil Christian & The Crusaders, gruppo nel quale incontra Arvid "Wegg" Andersen e Jimmy Evans, futuri sodali in vari progetti artistici. Nel Marzo successivo rientra nei Savages portando con sé Andersen e Evans, per poi uscirne nuovamente circa due mesi dopo, facendo in tempo a prendere parte alle registrazioni del singolo The Train Kept A Rollin' / Honey Hush con la produzione ancora di Joe Meek, ed uscito per la CBS nel Giugno dello stesso anno.
Successivamente collabora, con alcuni ex membri degli Outlaws, all'incisione di vari brani sotto la produzione di Derek Lawrence, ex collaboratore di Meek; con la denominazione di Sessions, registra To Know Him Is to Love Him col trio femminile inglese delle Mermaids, prodotto da Kim Fowley. Altri singoli incisi in questo periodo sono Satan's Holiday / Earth Shaker (il lato B è il primo brano ufficialmente attribuito a Blackmore come autore), pubblicati a nome Lancasters, e Little Brown Jug / Getaway, realizzato a nome del solo chitarrista: sia Satan's Holiday quanto Getaway sono cover non dichiarate del classico In the Hall of the Mountain King, tanto caro al musicista inglese.
Inizia successivamente una stretta collaborazione con i colleghi Andersen e Evans dapprima come band di supporto di Jerry Lee Lewis per un ingaggio di quattro settimane allo Star-Club di Amburgo); quindi i tre musicisti rientrati in Inghilterra e ribattezzatisi The Three Musketeers costituiscono un power trio ante litteram, col quale tornano nella città marittima tedesca per esibirsi nuovamente nel locale che aveva visto gli esordi dei Beatles nonché al Top Ten fino al gennaio 1966. Segue un periodo altalenante tra soggiorni in patria, alternati a brevi ritorni in Germania, caratterizzato dalla partecipazione ad alcune incisioni, sempre sotto la direzione di Derek Lawrence, per conto terzi, tra i quali il cantante Ronnie Jones e i Soul Brothers; in seguito i tre rientrano nei Crusaders, andando in tournée tra l'aprile e il luglio successivo.
Poco dopo su invito del batterista Ian Broad, ex sodale nei Wild Boys, Blackmore giunge in Italia con Andersen ed il giovane chitarrista ritmico Billy Gray, per un previsto ingaggio di un mese in un locale di Riccione, che però viene subito annullato. Spostatisi a Milano, i quattro, battezzatisi The Trip, vengono scritturati come gruppo d'accompagnamento di Riki Maiocchi, da poco divenuto solista, per una serie di concerti. Sulla durata del soggiorno italiano di Blackmore e sulle esibizioni di questo periodo esistono versioni discordanti: secondo Andersen solo in una serata il complesso accompagnò l'ex componente dei Camaleonti, effettuandone il resto senza il cantante, mentre per il numero di novembre 1966 della rivista Noi Giovani, i quattro avrebbero suonato come backing band a Maiocchi per una tournée durante tutto il mese precedente (ottobre), in locali come il meneghino Paips o il torinese Le Roi; infine il chitarrista si ricorda di aver suonato in Italia solo per tre settimane.
Lasciati i compagni, per il ritorno forzato a Londra, determinato dalla richiesta di divorzio da parte della prima moglie, Ritchie dapprima rifiuta nuovamente di diventare membro fisso dei New Tornados, quasi certamente limitandosi ad incidere con loro due brani (No More You and Me ed Early Bird) rimasti inediti per circa 25 anni, quindi nel dicembre suona per la terza volta nei Savages, rinominatisi Lord Caesar Sutch & The Roman Empire; con questi ultimi apre alcuni concerti dei Cream e va in tour in Svezia dal Gennaio all'inizio di febbraio del 1967.
Per la terza volta nuovamente nei Crusaders, si reca ancora in tournée in Germania (Aprile dello stesso anno), dove decide di trattenersi per quasi un anno, durante il quale registra My Baby Left Me e Yakety Yak per la casa discografica Deutsche Vogue, che verranno pubblicati come singoli nel 1968, esclusivamente sul mercato tedesco: la formazione comprende Neil Christian, Arvid Andersen, Jimmy Evans e Nicky Hopkins. In questa fase il chitarrista soggiorna ad Amburgo convivendo con la spogliarellista Bärbel "Babs" Hardie, che diverrà poi la sua seconda moglie; inizialmente si limita a partecipare ad alcune jam session con i gruppi in cartellone allo Star Club, successivamente fonda una propria band, i Mandrake Root, della quale da principio fa parte il batterista Ricky Munro. Il complesso subisce numerosi cambi di formazione, senza mai esibirsi dal vivo, come unica testimonianza della sua esistenza rimane il brano omonimo, che verrà successivamente inserito nel primo album dei Deep Purple.
Sciolto il gruppo, Blackmore rientra nella capitale britannica nell'inverno del 1967 accettando l'offerta di Chris Curtis, ex batterista dei Searchers, in cerca di validi musicisti per dar vita ai Roundabout, progetto nel quale è coinvolto anche il tastierista Jon Lord.
A causa di seri disturbi psichici, Curtis è costretto ad abbandonare il mondo della musica, così i due rimasti soli decidono di fondare la loro band, cercando altri musicisti per completare l'organico.

### Successo
Nel 1968, a 23 anni, fonda i Deep Purple insieme a Rod Evans (voce) Ian Paice (batteria), Jon Lord (tastiere) e Nick Simper (basso). La band è destinata a diventare insieme ai Led Zeppelin uno dei gruppi creatori dell'hard rock e, con i Black Sabbath, uno dei precursori dell'heavy metal. Blackmore vive lì il suo periodo di massima popolarità e contribuisce ad alcune delle opere più note del rock, come Deep Purple in Rock, Fireball, Machine Head e Who Do We Think We Are, vere e proprie pietre miliari. Tra i famosi brani firmati, in Smoke on the Water Blackmore si distingue per il celeberrimo riff di chitarra entrato ben presto nell'immaginario collettivo. Ritchie diventa così uno dei chitarristi più importanti del periodo, a tutt'oggi difficilmente imitabile, e durante i concerti del gruppo può mostrare le sue impressionanti capacità di virtuoso. Sono famosi i diverbi tra Blackmore e lo storico cantante della Mark II, Ian Gillan. All'inizio, quando entrò Ian Gillan nei Deep Purple nel 1969, inserito da Blackmore stesso, i due durante le tournée dormivano addirittura in camerino insieme. Ma i litigi partirono durante Fireball e si fecero sempre più intensi fino ad arrivare nel 1973 durante l'album Who Do We Think We Are e quest'ultimo fu l'ultimo album con Gillan.
Nel 1975, Blackmore abbandona i Deep Purple e crea il suo nuovo progetto: i Rainbow. Anche questo gruppo è destinato alla fortuna e ospiterà, tra i vari musicisti che vi militeranno, anche Ronnie James Dio. Nel 1984 i Deep Purple si riuniscono e Blackmore scioglie i Rainbow per ritornarvi. Il nuovo debutto sarà segnato da Perfect Strangers. Tuttavia, nel 1994, sempre per una lite con Gillan, si ritira definitivamente dalla band e ricrea i Rainbow. La reunion dura solo un anno ma porta all'album Stranger in Us All. Dal 1997 sino ad oggi si dedica insieme a Candice Night al gruppo dei Blackmore's Night, il cui nome deriva da un gioco di parole tra il suo cognome e quello della moglie.

## Strumentazione
La prima chitarra posseduta in assoluto da Blackmore era una Framus acustica regalatagli dal padre. Dopo il periodo di studio classico, Blackmore decide di acquistare il suo primo set elettrico: una chitarra elettrica Hofner Club 50 collegata ad un amplificatore Watkins Dominator. Successivamente passa a suonare una Gibson ES-335 rosso ciliegia di seconda mano, acquistata sempre dal padre, che utilizzerà fino alle registrazioni dei primi album coi Deep Purple: un Fender Twin collegato ad un effetto Echo della Vox completa il suo equipaggiamento dell'epoca. A partire dall'inizio degli anni '70 il "menestrello" riceve da Eric Clapton la sua prima Fender Stratocaster che sostituirà completamente la vecchia chitarra semiacustica e che diventerà un suo vero e proprio "marchio di fabbrica". Da quel momento inizierà a modificare le sue Stratocaster applicando una tastiera "scalloped", cioè incavata al fine di favorire i bending e i vibrato, e scollegando il single coil centrale. Per quanto riguarda gli amplificatori impiega un Vox AC30 durante le prime incisioni con i Deep Purple, fino alla fine degli anni sessanta quando lo sostituisce con un Marshall sia per le registrazioni in studio sia per suonare in Live. Agli inizi del 1994 ha iniziato a utilizzare degli Engl completamente valvolari fino alla nascita del modello Engl Ritchie Blackmore Signature E650.

## Discografia

### Pre Deep Purple
- 1963 Just Like Eddie (Heinz)
- 1989 Rock Profile (Ritchie Blackmore)
- 1991 Rock Profile Vol. 2 (Ritchie Blackmore)
- 1991 The Derek Lawrence Sessions Take 1
- 1992 The Derek Lawrence Sessions Take 3
- 1994 Dreams Do Come True - The 45's Collection (Heinz)
- 1994 Take It! Sessions 63/68 (Ritchie Blackmore)
- 2005 Getaway - Groups & Sessions (Ritchie Blackmore)

### Come ospite
- 1971 Green Bullfrog (Green Bullfrog)
- 1972 Hands Of Jack The Ripper (Screaming Lord Sutch & Heavy Friends)
- 1973 Hurry To The City (Randy Pie & Family, SP)
- 1974 I Survive (Adam Faith, I Survive)
- 1980 Humanesque (Jack Green, I Call, No Answer)
- 1990 The Earthquake Album (Rock Aid Armenia, Smoke on the Water '90)
- 1992 Caché Derriève (Laurent Voulzy, Guitare héraut)
- 1996 Twang! A Tribute To Hank Marvin & The Shadows (Apache)
- 1996 All Right Now (Sweet, All Right Now By Now, live 1976)
- 1997 In A Metal Mood - No More Mr Nice Guy (Pat Boone, Smoke on the Water)
- 2003 Und Dein Roter Mund (Die Geyers, Shepherd's Walk)

### Con i Deep Purple

#### Album in studio
- 1968 – Shades of Deep Purple
- 1968 – The Book of Taliesyn
- 1969 – Deep Purple
- 1970 – Deep Purple in Rock
- 1971 – Fireball
- 1972 – Machine Head
- 1973 – Who Do We Think We Are
- 1974 – Burn
- 1974 – Stormbringer
- 1984 – Perfect Strangers
- 1987 – The House of Blue Light
- 1990 – Slaves & Masters
- 1993 – The Battle Rages On...

#### Live (parziale)
- 1969 – Concerto for Group and Orchestra
- 1972 – Made in Japan
- 1976 – Made in Europe
- 1980 – In Concert
- 1982 – Live in London
- 1988 – Nobody's Perfect
- 1993 – Live in Japan
- 1994 – Come Hell Or High Water
- 1996 – MK III The Final Concerts
- 2003 – Gemini Suite Live 1970
- 2003 – California Jam 1974

### Con i Rainbow

#### Album in studio
- 1975 – Ritchie Blackmore's Rainbow
- 1976 – Rising
- 1978 – Long Live Rock 'N' Roll
- 1979 – Down to Earth
- 1981 – Difficult to Cure
- 1982 – Straight Between the Eyes
- 1983 – Bent Out of Shape
- 1995 – Stranger in Us All

#### Live
- 1977 – On Stage (Rainbow)
- 1986 – Finyl Vinyl
- 1990 – Live in Germany 1976
- 2006 – Live in Munich 1977

### Con i Blackmore's Night

#### Album in studio
- 1997 – Shadow of the Moon
- 1999 – Under a Violet Moon
- 2001 – Fires at Midnight
- 2003 – Ghost of a Rose
- 2006 – The Village Lanterne
- 2006 – Winter Carols
- 2008 – Secret Voyage
- 2010 – Autumn Sky
- 2013 – Dancer and the Moon
- 2015 – All Our Yesterdays[61]

#### Live
- 2002 – Past Times with Good Company

### Compilation
- 2004 – Beyond the Sunset: The Romantic Collection

### Live VHS/DVDs
- 1997 – Shadow of the Moon
- 2000 – Live in Germany '99
- 2004 – Live in California 74
- 2005 – Castles and Dreams
- 2007 – Paris Moon
- 2012 – A Knight in York

### Apparizioni in film
- 1991 – Deep Purple - Heavy Metal Pioneers
- 1995 – Rock Family Trees - Deep Purple
- 2002 – Classic Albums - Deep Purple's Machine Head
- 2006 – Rainbow - In Their Own Words (archive footage)